# Sördö
Sördö med Brändholm, Käcklot och Flåtskär är en ö i Finland. Den ligger i Skärgårdshavet och i kommunen Pargas i den ekonomiska regionen  Åboland i landskapet Egentliga Finland, i den sydvästra delen av landet. Ön ligger omkring 55 kilometer väster om Åbo och omkring 200 kilometer väster om Helsingfors.
Öns area är 1,28 kvadratkilometer och dess största längd är 1,9 kilometer i sydöst-nordvästlig riktning.

## Sammansmälta delöar
- Sördö 60°17′24″N 21°17′09″Ö / 60.28995°N 21.28583°Ö
- Brändholm 60°16′59″N 21°17′53″Ö / 60.28319°N 21.29803°Ö
- Käcklot 60°17′37″N 21°17′48″Ö / 60.29373°N 21.29668°Ö
- Flåtskär 60°17′24″N 21°18′10″Ö / 60.28997°N 21.30286°Ö